# Rhopalodina intermedia
Rhopalodina intermedia is een zeekomkommer uit de familie Rhopalodinidae.
De wetenschappelijke naam van de soort werd in 1934 gepubliceerd door Albert Panning.